# Niedobrani
Niedobrani (ang. Long Shot) – amerykański film komediowy z 2019 roku w reżyserii Jonathana Levine, wyprodukowany przez wytwórnię Lionsgate. Główne role w filmie zagrali Seth Rogen i Charlize Theron.
Premiera filmu odbyła się 3 maja 2019 w Stanach Zjednoczonych. Tydzień później, 10 maja, obraz trafił do kin na terenie Polski.

## Fabuła
Fred Flarsky (Seth Rogen) to zaniedbany, fajtłapowaty facet przed czterdziestką. Jest dziennikarzem politycznym, który dla ważnych tematów ryzykuje życie, ale niewyparzony język utrudnia mu karierę. Z kolei piękna i taktowna Charlotte Field (Charlize Theron) to Sekretarz Stanu i być może wkrótce pierwsza kobieta na stanowisku prezydenta Stanów Zjednoczonych. Wbrew radom współpracowników daje Fredowi posadę autora jej przemówień. Polityczni rywale Charlotte cieszą się, że Flarsky szybko zaprzepaści jej szanse w wyścigu do Białego Domu.

## Obsada
- Charlize Theron jako Sekretarz Stanu Charlotte Field
- Seth Rogen jako Fred Flarsky
- O'Shea Jackson Jr. jako Lance
- Andy Serkis jako Parker Wembley
- June Diane Raphael jako Maggie Millikin
- Bob Odenkirk jako prezydent Chambers
- Alexander Skarsgård jako James Steward
- Ravi Patel jako Tom

## Odbiór

### Zysk
Film Niedobrani zarobił 30,3 miliona dolarów w Stanach Zjednoczonych i Kanadzie oraz 23,6 miliona dolarów w pozostałych państwach; łącznie blisko 54 miliony dolarów.

### Krytyka
Film Niedobrani spotkał się z pozytywną reakcją krytyków. W serwisie Rotten Tomatoes 81% z trzystu trzech recenzji filmu uznano za pozytywne (średnia ocen wyniosła 7,1 na 10). Na portalu Metacritic średnia ocen z 45 recenzji wyniosła 67 punktów na 100.